# Камалова, Айым
Айым Камалова — советский хозяйственный, государственный и политический деятель, Герой Социалистического Труда.

## Биография
Родилась в 1931 году в аулсовете имени Крупской. Член КПСС с 1959 года.
С 1946 года — на хозяйственной, общественной и политической работе. В 1946—1986 гг. — колхозница, звеньевая колхоза им. Н. К. Крупской, звеньевая-механизатор, председатель колхоза «Ленинизм», председатель колхоза имени Н. К. Крупской Амударьинского района Каракалпакской АССР.
Указом Президиума Верховного Совета СССР от 7 марта 1960 года присвоено звание Героя Социалистического Труда с вручением ордена Ленина и золотой медали «Серп и Молот».
Избиралась депутатом Верховного Совета СССР 5-го, 9-го и 10-го созывов, Верховного Совета Узбекской ССР 6-8-го созывов.
Делегат XXII и XXIV съездов КПСС.
Жила в Узбекистане.